# اشتباكات محافظة إدلب أكتوبر 2016
اشتباكات محافظة إدلب أكتوبر 2016 هي مواجهات عنيفة بين الجماعة الجهادية السلفية جند الأقصى والجماعة المعارضة السورية السلفية أحرار الشام، بدعم من عدة جماعات معارضة أخرى. وكانت الجماعتان متحالفتان في السابق خلال هجوم حماة 2016، ولكن الاشتباكات المتفرقة وقعت أيضا بمرور الوقت.

## الاشتباكات
وقد بدأت التوترات بين الجماعتين في 4 أكتوبر، عندما ألقت جماعة أحرار الشام القبض على أحد أعضاء جماعة جند الأقصى المتهم بأنه خلية لتنظيم الدولة الإسلامية في العراق والشام. وردا على ذلك، خطف مسلحون من جند الأقصى أحد أفراد أحرار الشام وضربوا زوجته وأطلقوا النار على شقيقه. ودعا الجانبان إلى الإفراج عن اعضائهما المعتقلين وهددوا بالعمل العسكرى.
وتصاعد النزاع في 6 أكتوبر، حيث اندلعت اشتباكات في جميع أنحاء محافظة إدلب وشمال محافظة حماة. وقام جند الأقصى بالاستيلاء على جميع مواقع أحرار الشام في بلدة خان شيخون وهاجمهم في شمال حماة، في حين طرد أحرار الشام الأولى من معرة النعمان و4 قرى أخرى في إدلب. وانشق 800 مقاتل من أحرار الشام وجبهة فتح الشام إلى جند الأقصى خلال الاشتباكات.
وكرد فعل على الاشتباكات، وقعت عدة جماعات معارضة أخرى بيانا أعلنت فيه أنها ستكون جنبا إلى جنب مع أحرار الشام في مواجهة الأقصى في النزاع. وكانت الجماعات الموقعة هي: جيش الإسلام، وألوية صقور الشام، وفيلق الشام، وجيش المجاهدين، وفتح حلب، وتجمع فاستقم.
وفي 8 أكتوبر، امتدت الاشتباكات بين الجماعتين إلى قرية في جبل الزاوية، وقتل قائد عسكري أقدم في أحرار الشام. في اليوم التالي، وفي محاولة لإنهاء الصراع والعثور على الحماية، تعهد جند الأقصى بولائه لجبهة النصرة التابعة لتنظيم القاعدة (المعروفة أيضا باسم جبهة فتح الشام). ومع ذلك، استمرت الاشتباكات في إدلب، بعد أن رفضت أحرار الشام هذه الخطوة وتعهدت بمواصلة القتال في جنيد الأقصى.
وبعد ذلك بيومين، تم التوقيع على اتفاق لوقف إطلاق النار بين جند الأقصى وأحرار الشام والنصرة. غير أن الاشتباكات بين الجماعتين سرعان ما اندلعت مرة أخرى في إدلب. وبالإضافة إلى ذلك، أفادت التقارير بأن جند الأقصى، إلى جانب جبهة النصرة، هاجموا قاعدة أحرار الشام في بلدة تحتايا. وفي غضون ذلك، أفيد بأن 150 مقاتلا من الأقصى قد انشقوا إلى تنظيم الدولة الإسلامية في العراق والشام نتيجة للقتال الدائر بين المعارضة وتعهد جماعتهم إلى جبهة النصرة.
وفي 13 أكتوبر، أعلن القائد العام لأحرار الشام «نهاية» جند الأقصى.

## بعد
في 22 أكتوبر، هاجم جند الأقصى كجزء من جبهة فتح الشام مقر أحرار الشام في سرمين.
وفي يناير 2017، شنت جبهة النصرة عدة هجمات منسقة على مقر ومواقع أحرار الشام في شمال محافظة إدلب بالقرب من معبر باب الهوى الحدودي. وبالإضافة إلى ذلك، هاجمت جبهة النصرة المواقع الأمامية لأحرار الشام في دركوش وجسر الشغور. وفي 20 يناير، أغار جند الأقصى على سجن أحرار الشام في جبل الزاوية وأطلق سراح 13 من سجنائه. وفي غضون ذلك، هاجمت جبهة النصرة، في نفس المنطقة، لواء صقور الجبل التابع لجيش إدلب الحر، واستولت على قائد وعلى معداته.